# Melilotus serratifolius
Melilotus serratifolius är en ärtväxtart som beskrevs av Tackh. och Loutfy Boulos. Melilotus serratifolius ingår i släktet sötväpplingar, och familjen ärtväxter. IUCN kategoriserar arten globalt som otillräckligt studerad. Inga underarter finns listade i Catalogue of Life.